# مارتن نونيز
مارتن نونيز (بالإسبانية: Martin Nuñez)‏ (2 فبراير 1987 بمونتفيدو في الأوروغواي - ) هو لاعب كرة قدم أوروغواني في مركز الوسط. لعب مع نادي شمال كارولاينا وTampa Bay Rowdies ‏ وPuerto Rico Islanders ‏ وMinnesota United FC (2010–2016) ‏ وFort Lauderdale Strikers (2006–2016) ‏.

## وصلات خارجية
- مارتن نونيز على موقع قاعدة بيانات كرة القدم.إي يو (الإنجليزية)
- مارتن نونيز على موقع Soccerway.com (الإنجليزية)